# Avon, Indiana
Avon är en stad (town) i Hendricks County, i delstaten Indiana, USA. Enligt United States Census Bureau har staden en folkmängd på 12 667 invånare (2011) och en landarea på 36,9 km².